# Christian Ingemann Petersen
Christian Ingemann Petersen (9 de desembre de 1873 - 25 de gener de 1963) va ser un ciclista danès, que va córrer a finals de segle xix. Es dedicà al ciclisme en pista de manera amateur i va aconseguir una medalla de plata al Campionat del món en Velocitat de 1895 per darrere del neerlandès Jaap Eden.

## Palmarès
- 1895
  -  Campió de Dinamarca amateur en velocitat
- 1896
  -  Campió de Dinamarca amateur en velocitat
  -  Campió de Dinamarca amateur en mig fons